# Superlitio
Superlitio es una banda de rock, con influencias de funk, música del Caribe y música electrónica, originario de Cali, Colombia.

## Historia
El proyecto de Superlitio nació en mayo de 1996, de la unión de un grupo experimental integrado por músicos de diversas bandas independientes de Cali. El grupo se forma inicialmente por Pedro Rovetto (bajo), Alejandro Lozano (guitarra), Salvatory Aguilera (batería), Pipe Bravo (teclados) y Mauricio Campo (vocalista). Después de la salida de Salvatory Aguilera, se integra como baterista oficial Armando Gonzales y Dino Leandro Agudelo Quintero en las máquinas y programaciones. 
Al margen de las grandes disqueras, el grupo autoprodujo sus dos primeros trabajos discográficos: Marciana (1997) y El sonido mostaza (1999), editados bajo el auspicio de Resaca Records (sello independiente creado en Cali por Javier Arias y Germán Ocampo). La promoción de estos trabajos estuvo acompañada de más de setenta conciertos en ciudades como Cali, Bogotá, Medellín, Manizales, Pereira y Popayán; lo cual les permitió alternar en las presentaciones que hicieron en el país grupos como Molotov, Babasónicos, Jaguares y Café Tacuba.
En 2001 el grupo hizo su primera gira por Estados Unidos, la cual significó un cambio en su sonido, al descubrir el reggae, el funk y los ritmos caribeños, generando una propuesta llena de referencias a la música tropical filtradas por el espíritu del rock alternativo.
Es así como en 2003, estando en la ciudad de Los Ángeles, fueron contactados por el sello independiente Cielo Music Group para la grabación del álbum Trippin' Tropicana, producido por el argentino Tweety González, quien ya había trabajado con Illya Kuryaki, Fito Páez y Soda Stereo. El primer sencillo de este álbum "Que vo' hacer" se ubicó en el primer lugar de los listados de rock de Colombia. Al año siguiente, Superlitio fue nominado como mejor nuevo artista al Grammy Latino, y en la categoría de mejor álbum de rock en los Premios Lo Nuestro.
En 2008, luego de una prolongada gira, la banda grabó el tema musical de la película Perro come perro y preparó Calidosound producido por el español Rafa Sardina, ganador de once Premios Grammy y quien ha trabajado con Beyoncé, Stevie Wonder, Alejandro Sanz, Mariah Carey y Luis Miguel.
El 25 de diciembre de 2010 lanzan su primer DVD llamado 10.10, consiste en una producción íntima inspirada en la sesiones de estudio de Abbey Road, fue grabada el 10 de octubre, de allí su nombre. El vídeo recrea un ensayo privado de la banda, en donde interpretan temas de su trabajo discográfico Calidosound.
En 2011 lanza el trabajo discográfico  “Sultana: Manual Psicodélico del Ritmo Volumen 1” de la mano de la revista colombiana SHOCK, logrando una distribución nacional de más de 20.000 copias vendidas. En el 2013 fueron escogidos para ser los teloneros del concierto de The Cure en Bogotá, Colombia el 19 de abril de 2013. En mayo del 2014 Superlitio  estrena su más reciente trabajo titulado Nocturna;  un disco que se caracteriza por una reinvención de su sonido,  traspasando el sentido de lo local a uno global para llegar a nuevos mercados. 
Su show en vivo se caracteriza por el  poder, la presencia, la conexión y la cohesión. Con más de 500 conciertos en su carrera, Superlitio ha llevado su música a lo largo y ancho de Colombia, Estados Unidos, Puerto Rico, México y Panamá. Algunos de sus presentaciones más importantes:  Rock al Parque, SXSW, Latin Alternative Music Conference, Festival Estéreo Picnic, Opening Act The Cure (COL), Ceremonia Clausura World Games (COL),  Gira Superlitio + Zoé (COL), Sierra Mar Fest (COL), entre otros.
Durante el 2020 la banda estrenó una serie de sencillos entre los que se incluyen “Texas”, “El Aguante”, “Veneno”, “This is War”, “Renacer” y “Destruction” . Para mediados de 2022 lanza finalmente su noveno disco de estudio "Visiones del Futuro", el cual incluye los lanzamientos de 2020 y nueva música inédita. Durante el 2021 la banda trabajó en su décimo disco el cual reinterpreta canciones aclamadas con otros músicos iberoamericanos. El álbum se titulará "X Revisitado".
“X Revisitado” es el proyecto más importante de la banda en dedicación a los fans. En “X”, la banda re-visita las canciones, lugares y encuentros más importantes de su carrera e historia junto a artistas amigos. El 25 de junio de 2021, la banda lanzó el primero sencillo del álbum, una nueva versión de "Perdóname" junto al cantautor colombiano Fonseca. Por otro lado, el segundo sencillo del álbum tiene como colaboradores a los nominados al Latin Grammy 2018 LosPetitFellas, quienes han dado un input fresco y creativo para re-versionar el tema “Perro Come Perro”. El disco se estrenó a principios de 2023 y contó con participaciones de artistas como Andrés Cepeda (Colombia), Moral Distraída (Chile), Laguna Pai (Perú), Vetusta Morla (España), Armenia (Colombia), Oh Laville (Colombia), Los Rolling Ruanas (Colombia), Puerto Candelaria (Colombia) y The Mills (Colombia).
De la misma manera, la banda ha tenido la oportunidad de colaborar en la última campaña de Beck's a nivel nacional junto a importantes exponentes de la escena alternativa de su natal Colombia como Diamante Eléctrico, Aterciopelados, Monsieur Periné, Systema Solar y The Mills Band.

## Integrantes
El grupo en la actualidad está integrado por Pedro Rovetto (Bajo), Pipe Bravo (Teclas, guitarra y voz), Alejandro Lozano (Guitarra líder) y  Armando González (Batería).

## Discografía

### Producciones de estudio
- 1997: Marciana. Resaca Records
- 1999: El sonido mostaza. Resaca Records
- 2003: Tripping Tropicana. Cielo Music Group
- 2005: BMG
- 2009: Calidosound. Superlitio Music
- 2010: Sesiones 10.10. (DVD) Superlitio Music
- 2011: Sultana: Manual Psicodélico del Ritmo Vol 1. Superlitio Music
- 2014: Nocturna. Superlitio Music
- 2017: Sultana: bailando en la revolución  Vol 2. Superlitio Music
- 2020: Guapachoso EP
- 2022: Visiones del Futuro
- 2023: X Revisitado

### Videoclips
- Qué vo' hacer (2003)
- Foxy (2004)
- Lo Fi (2005)
- Perdóname (2005)
- Perro come perro (2008)
- El cartucho (2009)
- Te lastimé (2010)
- Sexo con amor (2011)
- Viernes otra vez (2012)
- Champetronica (2012)
- Alma en pedazos (2014)
- Yo Necesito (2014)
- Sometido (2015)
- Camagüey (2017)
- Canción Simple (2018)
- Texas (2020)
- El Aguante (2020)
- Veneno (2020)
- This Is War (2020)
- Perdóname ft. Fonseca (2021)
- Renacer (2021)
- Destruction (2021)
- Perro Come Perro Ft. LosPetitFellas (2021)
- Fallé (2022)
- Te Lastimé Ft. Manuel Medrano (2022)
- Viernes Otra Vez Ft. Vetusta Morla (2022)
- No Sé Si Volverá Ft. Andrés Cepeda (2023)